# ألكسندر كوزنيتسوف (ممثل)
ألكسندر كوزنيتسوف (بالروسية: Александр Константинович Кузнецов)‏ هو كاتب سيناريو وتربوي وممثل روسي (وحمل سابقاً جنسية الاتحاد السوفيتي)، ولد في 2 ديسمبر 1959 بالاتحاد السوفيتي. بدأ مشواره المهني سنة 1981.

## وصلات خارجية
- ألكسندر كوزنيتسوف على موقع IMDb (الإنجليزية)
- ألكسندر كوزنيتسوف على موقع قاعدة بيانات الفيلم (الإنجليزية)